# Gba Majay Bma
Gba Majay Bma es el himno nacional de Birmania. Comúnmente es traducido como "Nunca abandonaremos nuestra tierra natal, Birmania", pero es relativamente impreciso traducir el significado del título. Birmania está entre los pocos países no europeos con himnos arraigados en tradiciones indígenas (incluyendo Japón, India, Irán, y Sri Lanka).
La melodía y las letras fueron escritas por Saya Tin, y adoptadas como el himno nacional de Birmania en 1947. Las letras carecen de sufijos y partículas para encajar con las notas de la música.

## Letra
| Letra en birmano | Romanización del birmano | Cirilización del birmano | Transcripción AFI | Traducción oficial al inglés | Traducción literal al español |
| --- | --- | --- | --- | --- | --- |
| တရားမျှတ လွတ်လပ်ခြင်းနဲ့မသွေ၊ တို့ပြည်၊ တို့မြေ၊ များလူခပ်သိမ်း၊ ငြိမ်းချမ်းစေဖို့၊ ခွင့်တူညီမျှ၊ ဝါဒဖြူစင်တဲ့ပြည်၊ တို့ပြည်၊ တို့မြေ၊ ပြည်ထောင်စုအမွေ၊ အမြဲတည်တံ့စေ၊ အဓိဋ္ဌာန်ပြုပေ၊ ထိန်းသိမ်းစို့လေ။ ကမ္ဘာမကျေ၊ မြန်မာပြည်၊ တို့ဘိုးဘွား အမွေစစ်မို့ ချစ်မြတ်နိုးပေ။ ပြည်ထောင်စုကို အသက်ပေးလို့ တို့ကာကွယ်မလေ၊ ဒါတို့ပြည် ဒါတို့မြေ တို့ပိုင်နက်မြေ။ တို့ပြည် တို့မြေ အကျိုးကို ညီညာစွာတို့တစ်တွေ ထမ်းဆောင်ပါစို့လေ တို့တာဝန်ပေ အဖိုးတန်မြေ။ | Tăyá hmyạ tạ lut lap chín nệ mă đwè Dọ pyè dọ myè Myá lù khap đén nyén ján zè bọ Khwịn tù nyì hmyạ wàdạ phyù sìn dẹ pyè Dọ pyè dọ myè Pyì dồn zụ ămwè ămyé tì dạn zè Ădetthàn pyụ bè thén đén zọ lè. Găbà mă cè Myămà pyè Dọ bó bwá ămwè sic mọ chic myat nó bè Pyì dồn zụ gò ăđêk pé lọ dọ kà gwề mălè Dà dọ pyè dà dọ myè dọ pằn nêk myè Dọ pyè dọ myè ăcó gò nyì nyà zwà dọ dădwè Thán hsồn bà zọ lè dọ tà wùn bè ăphó tàn myè! | Тәра́ хмра̃ та̃ лут лап чхи́н нэ̃ мә цвѐ До̃ прѐ до̃ мрѐ Мра́ лу̀ кхап це́н нье́н жа́н зѐ бо̃ Кхви̃н ту̀ нѝ хмра̃ ва̀да̃ пхру̀ сѝн де̃ прѐ До̃ прѐ до̃ мрѐ Прѝ да̀вн зу̃ әмвѐ әмре́ тѝ да̃н зѐ Әдеттха̀н пру̃ бѐ тхе́н це́н зо̃ лѐ. Гәба̀ мә чѐ Мрәма̀ прѐ До̃ бо́ бва́ әмвѐ сич мо̃ чхич мрат но́ бѐ Прѝ да̀вн зу̃ го̀ әцэк пе́ ло̃ до̃ ка̀ гвэ̀ мәлѐ Да̀ до̃ прѐ да̀ до̃ мрѐ до̃ па̀йн нэк мре До̃ прѐ до̃ мрѐ әчо́ го̀ ньѝ ньа̀ зва̀ до̃ дәдвѐ Тха́н сха̀вм ба̀ зо̃ лѐ до̃ та̀ ву̀м бѐ әпхо́ та́н мрѐ | [təjá m̥ja̰ ta̰ lʊʔ laʔ tɕʰɪ́n nɛ̰ mə θwè] [do̰ pjè do̰ mjè] [mjá lù kʰaʔ θéɪɲ ɲéɪɰ̃ dʑán zè bo̰] [kʰwɪ̰n tù ɲì m̥ja̰ wàda̰ pʰjù sɪ̀n dḛ pjè] [do̰ pjè do̰ mjè] [pjì dàʊn zṵ ʔəmwè ʔəmjé tì da̰n zè] [ʔədeɪʔtʰàm pjṵ bè tʰéɪn θéɪn zo̰ lè] [ɡəbà mə tɕè mjəmà pjè] [do̰ bó bwá ʔəmwè sɪʔ mo̰ tɕʰɪʔ mjaʔ nó bè] [pjì dàʊn zṵ ɡò ʔəθɛʔ pé lo̰ do̰ kà ɡwɛ̀ məlè] [dà do̰ pjè dà do̰ mjè do̰ pàɪn nɛʔ mjè] [do̰ pjè do̰ mjè ʔətɕó ɡò ɲì ɲà zwà do̰ dədwè] [tʰán sʰàʊm bà zo̰ lè do̰ tà wʊ̀m bè ʔəpʰó tàm mjè] | Accompanied with justice and freedom; our nation, our motherland. To bring peace to all people; the nation having equal right and pure policy, our nation, our motherland. Let us preserve with vow for perpetuity of our heritage of the Union. 𝄆 As long as the world exists, we love Myanmar, the true heritage of our ancestors. 𝄇 We shall safeguard the Union by sacrificing our lives. This is our nation, our motherland and our own land. Let us serve unitedly for the interest of our nation, our motherland. That is our duty for the precious land. | Acompañado de justicia y libertad; nuestra nación, nuestra patria. Para llevar la paz a todos; para que la nación tenga iguales derechos y leyes, nuestra nación, nuestra patria. Preservemos con declaración por la eternidad del patrimonio de nuestra Unión. 𝄆 ¡Hasta que el mundo termine haciéndose pedazos, larga vida a Birmania! Amamos nuestra tierra porque es nuestra herencia. 𝄇 Sacrificaremos nuestras vidas para proteger a nuestro país. Es nuestra nación, es nuestra tierra y nos pertenece. ¡Siendo nuestra nación y nuestra tierra, hagamos unidos buenas causas por nuestra nación! Y éste es nuestro deber con nuestra invaluable tierra. |